# Fussball Club Erzgebirge Aue 2015-2016
Questa voce raccoglie le informazioni riguardanti il Fussball Club Erzgebirge Aue nelle competizioni ufficiali della stagione 2015-2016.

## Stagione
Nella stagione 2015-2016 l'Erzgebirge Aue, allenato da Pavel Dočev, concluse il campionato di 3. Liga al 2º posto e fu promosso in 2. Bundesliga. In Coppa di Germania l'Erzgebirge Aue fu eliminato agli ottavi di finale dal Heidenheim.

## Rosa
| N. |                                 | Ruolo | Calciatore        |
| -- | ------------------------------- | ----- | ----------------- |
| 1  | Germania (bandiera)             | P     | Martin Männel     |
| 2  | Germania (bandiera)             | D     | Julian Riedel     |
| 3  | Germania (bandiera)             | D     | Sebastian Hertner |
| 4  | Germania (bandiera)             | C     | Ömer Yildirim     |
| 7  | Germania (bandiera)             | C     | Simon Handle      |
| 8  | Germania (bandiera)             | A     | Nicky Adler       |
| 9  | Germania (bandiera)             | A     | Max Wegner        |
| 10 | Germania (bandiera)             | C     | Simon Skarlatidis |
| 11 | Germania (bandiera)             | C     | Björn Kluft       |
| 12 | Germania (bandiera)             | D     | Marcin Sieber     |
| 14 | Germania (bandiera)             | A     | Pascal Köpke      |
| 16 | Bosnia ed Erzegovina (bandiera) | C     | Mario Kvesić      |

| N. |                     | Ruolo | Calciatore        |
| -- | ------------------- | ----- | ----------------- |
| 17 | Germania (bandiera) | C     | Philipp Riese     |
| 18 | Germania (bandiera) | D     | Nils Miatke       |
| 19 | Benin (bandiera)    | C     | Cebio Soukou      |
| 20 | Germania (bandiera) | D     | Calogero Rizzuto  |
| 21 | Croazia (bandiera)  | D     | Adam Sušac        |
| 22 | Turchia (bandiera)  | C     | Hakkı Yıldız      |
| 23 | Germania (bandiera) | C     | Mike Könnecke     |
| 24 | Germania (bandiera) | D     | Steve Breitkreuz  |
| 26 | Germania (bandiera) | P     | Robert Jendrusch  |
| 27 | Germania (bandiera) | C     | Louis Samson      |
| 31 | Germania (bandiera) | P     | Mario Seidel      |
| 33 | Germania (bandiera) | C     | Christian Tiffert |

## Organigramma societario
Area tecnica
- Allenatore: Pavel Dočev
- Allenatore in seconda: Robin Lenk
- Preparatore dei portieri: Max Urwantschky
- Preparatori atletici:

## Calciomercato

### Sessione estiva
| Acquisti | Acquisti          | Acquisti          | Acquisti |
| R.       | Nome              | da                | Modalità |
| -------- | ----------------- | ----------------- | -------- |
| C        | Mario Kvesić      | RNK Spalato       |          |
| C        | Christian Tiffert | Sconosciuta       |          |
| A        | Nicky Adler       | Sandhausen        |          |
| D        | Steve Breitkreuz  | Hertha Berlino II |          |
| C        | Simon Handle      | Grödig            |          |
| P        | Robert Jendrusch  | Erzgebirge Aue II |          |
| C        | Björn Kluft       | Rot-Weiss Essen   |          |
| D        | Benedikt Krug     | Erzgebirge Aue II |          |
| A        | Tom Nattermann    | RB Lipsia         |          |
| D        | Julian Riedel     | Preußen Münster   |          |
| C        | Philipp Riese     | Heidenheim        |          |
| D        | Calogero Rizzuto  | Kaiserslautern II |          |
| C        | Louis Samson      | Hertha Berlino II |          |
| C        | Simon Skarlatidis | Sonnenhof G.      |          |
| D        | Adam Sušac        | Wr. Neustädter    |          |
| A        | Max Wegner        | Werder Brema II   |          |

| Cessioni | Cessioni           | Cessioni                  | Cessioni |
| R.       | Nome               | a                         | Modalità |
| -------- | ------------------ | ------------------------- | -------- |
| D        | Benedikt Krug      | TSV 1896 Rain             |          |
| C        | Selçuk Alibaz      | Konyaspor                 |          |
| C        | Rico Benatelli     | Kickers Würzburg          |          |
| C        | Alexander Dartsch  | Chemnitz                  |          |
| C        | Dorian Diring      | Hallescher                |          |
| C        | Clemens Fandrich   | Lucerna                   |          |
| C        | Michael Fink       | Waldhof Mannheim          |          |
| P        | Sascha Kirschstein | SSU Politehnica Timișoara |          |
| D        | René Klingbeil     | Carl Zeiss Jena           |          |
| A        | Romario Kortzorg   | Târgu Mureș               |          |
| C        | Felix Kunert       | Budissa Bautzen           |          |
| D        | Filip Lukšík       | Saarbrücken               |          |
| A        | Stefan Mugoša      | Kaiserslautern            |          |
| D        | Fabian Müller      | Dinamo Dresda             |          |
| A        | Arvydas Novikovas  | Bochum                    |          |
| D        | Thomas Paulus      | Jahn Ratisbona            |          |
| D        | Vladimir Ranković  | Hannover 96               |          |
| D        | Román Golobart     | Colonia II                |          |
| C        | Patrick Schönfeld  | Eintracht Braunschweig    |          |
| C        | Oliver Schröder    | Fortuna Colonia           |          |
| A        | Thomas Sonntag     | Rot-Weiß Erfurt II        |          |
| D        | Stipe Vučur        | Kaiserslautern            |          |
| A        | Bobby Wood         | Union Berlino             |          |

### Sessione invernale
| Acquisti | Acquisti     | Acquisti        | Acquisti |
| R.       | Nome         | da              | Modalità |
| -------- | ------------ | --------------- | -------- |
| A        | Pascal Köpke | Karlsruhe       |          |
| C        | Cebio Soukou | Rot-Weiss Essen |          |

| Cessioni | Cessioni       | Cessioni             | Cessioni |
| R.       | Nome           | a                    | Modalità |
| -------- | -------------- | -------------------- | -------- |
| A        | Tom Nattermann | Carl Zeiss Jena      |          |
| C        | Philip Hauck   | TSV Steinbach Haiger |          |

## Risultati

### 3. Liga

#### Girone di andata
| Aue-Bad Schlema 25 luglio 2015, ore 14:00 CEST 1ª giornata | Erzgebirge Aue | 0 – 0 referto | Osnabrück | Sparkassen-Erzgebirgsstadion (8 800 spett.)\| Arbitro: \| Kampka \| |
| Arbitro:                                                   | Kampka         |               |           |                                                                     |

| Arbitro: | Zorn |

|                     |           |  |
| Rizzi 19’ Rühle 81’ | Marcatori |  |

| Arbitro: | Perl |

|                              |           |  |
| Kluft 36’ Hertner 85’ (rig.) | Marcatori |  |

| Arbitro: | Siewer |

|            |           |                             |
| Ferati 26’ | Marcatori | 61’ Könnecke 87’ Breitkreuz |

| Arbitro: | Koslowski |

|            |           |  |
| Samson 30’ | Marcatori |  |

| Arbitro: | Schriever |

|            |           |  |
| Bieber 58’ | Marcatori |  |

| Aue-Bad Schlema 5 settembre 2015, ore 14:00 CEST 7ª giornata | Erzgebirge Aue | 0 – 0 referto | Hansa Rostock | Sparkassen-Erzgebirgsstadion (10 850 spett.)\| Arbitro: \| Drees \| |
| Arbitro:                                                     | Drees          |               |               |                                                                     |

| Arbitro: | Mix |

|  |           |                   |
|  | Marcatori | 89’ (rig.) Wegner |

| Arbitro: | Badstübner |

|           |           |  |
| Adler 32’ | Marcatori |  |

| Arbitro: | Pfeifer |

|            |           |            |
| Schilk 37’ | Marcatori | 33’ Wegner |

| Aue-Bad Schlema 26 settembre 2015, ore 14:00 CEST 11ª giornata | Erzgebirge Aue | 0 – 0 referto | Holstein Kiel | Sparkassen-Erzgebirgsstadion (6 700 spett.)\| Arbitro: \| Koslowski \| |
| Arbitro:                                                       | Koslowski      |               |               |                                                                        |

| Arbitro: | Steinhaus-Webb |

|             |           |  |
| Bertram 87’ | Marcatori |  |

| Aue-Bad Schlema 18 ottobre 2015, ore 14:00 CEST 13ª giornata | Erzgebirge Aue | 0 – 0 referto | Magdeburgo | Sparkassen-Erzgebirgsstadion (10 050 spett.)\| Arbitro: \| Stark \| |
| Arbitro:                                                     | Stark          |               |            |                                                                     |

| Arbitro: | Jöllenbeck |

|                                                        |           |  |
| Männel 15’ (aut.) Rother 70’ Guwara 72’ Kobylański 90’ | Marcatori |  |

| Arbitro: | Kempkes |

|                |           |           |
| Breitkreuz 90’ | Marcatori | 12’ Oehrl |

| Arbitro: | Thomsen |

|         |           |                      |
| Fink 8’ | Marcatori | 38’ Wegner 40’ Adler |

| Arbitro: | Schriever |

|                |           |              |
| Breitkreuz 73’ | Marcatori | 19’ Testroet |

| Arbitro: | Koslowski |

|                           |           |  |
| Skarlatidis 23’ Adler 31’ | Marcatori |  |

| Arbitro: | Bokop |

|  |           |           |
|  | Marcatori | 66’ Riese |

#### Girone di ritorno
| Osnabrück 12 dicembre 2015, ore 14:05 CET 20ª giornata | Osnabrück | 0 – 0 referto | Erzgebirge Aue | Osnatel Arena (8 444 spett.)\| Arbitro: \| Sippel \| |
| Arbitro:                                               | Sippel    |               |                |                                                      |

| Arbitro: | Schlager |

|                      |           |  |
| Handle 68’ Adler 90’ | Marcatori |  |

| Arbitro: | Dankert |

|           |           |                |
| Berko 27’ | Marcatori | 90’ Breitkreuz |

| Arbitro: | Dietz |

|                   |           |  |
| Kvesić 54’ (rig.) | Marcatori |  |

| Arbitro: | Osmers |

|  |           |                           |
|  | Marcatori | 60’ Soukou 84’ Breitkreuz |

| Aue-Bad Schlema 14 febbraio 2016, ore 14:00 CET 25ª giornata | Erzgebirge Aue | 0 – 0 referto | Kickers Würzburg | Sparkassen-Erzgebirgsstadion (6 000 spett.)\| Arbitro: \| Skorczyk \| |
| Arbitro:                                                     | Skorczyk       |               |                  |                                                                       |

| Arbitro: | Ittrich |

|  |           |                      |
|  | Marcatori | 18’ Adler 51’ Wegner |

| Arbitro: | Brand |

|                     |           |                          |
| Soukou 5’ Köpke 77’ | Marcatori | 45’ Benamar 58’ Nikolaou |

| Cottbus 2 marzo 2016, ore 18:30 CET 28ª giornata | Energie Cottbus | 0 – 0 referto | Erzgebirge Aue | Stadion der Freundschaft (6 047 spett.)\| Arbitro: \| Bläser \| |
| Arbitro:                                         | Bläser          |               |                |                                                                 |

| Arbitro: | Pfeifer |

|                   |           |  |
| Kvesić 62’ (rig.) | Marcatori |  |

| Arbitro: | Kempter |

|                                   |           |  |
| Fetsch 17’ Schwenk 35’ Heider 88’ | Marcatori |  |

| Arbitro: | Stieler |

|                                |           |  |
| Köpke 34’, 49’, 74’ Kvesić 69’ | Marcatori |  |

| Arbitro: | Winkmann |

|  |           |                                |
|  | Marcatori | 18’, 38’ Köpke 44’ Skarlatidis |

| Arbitro: | Kornblum |

|           |           |  |
| Adler 58’ | Marcatori |  |

| Arbitro: | Gerach |

|            |           |  |
| Lindner 2’ | Marcatori |  |

| Arbitro: | Osmers |

|                          |           |  |
| Köpke 8’ Skarlatidis 82’ | Marcatori |  |

| Arbitro: | Schmidt |

|            |           |            |
| Hefele 26’ | Marcatori | 66’ Kvesić |

| Arbitro: | Schult |

|  |           |                            |
|  | Marcatori | 11’ (rig.) Riese 54’ Köpke |

| Arbitro: | Fritz |

|                                |           |  |
| Köpke 15’, 83’ Skarlatidis 41’ | Marcatori |  |

### Coppa di Germania
| Arbitro: | Schröder |

|                 |           |  |
| Skarlatidis 68’ | Marcatori |  |

| Arbitro: | Hartmann |

|            |           |  |
| Wegner 74’ | Marcatori |  |

| Arbitro: | Winkmann |

|  |           |                           |
|  | Marcatori | 48’ Feick 54’ Schnatterer |

## Statistiche

### Statistiche di squadra
| Competizione      | Punti | In casa | In casa | In casa | In casa | In casa | In casa | In trasferta | In trasferta | In trasferta | In trasferta | In trasferta | In trasferta | Totale | Totale | Totale | Totale | Totale | Totale | DR  |
| Competizione      | Punti | G       | V       | N       | P       | Gf      | Gs      | G            | V            | N            | P            | Gf           | Gs           | G      | V      | N      | P      | Gf     | Gs     | DR  |
| ----------------- | ----- | ------- | ------- | ------- | ------- | ------- | ------- | ------------ | ------------ | ------------ | ------------ | ------------ | ------------ | ------ | ------ | ------ | ------ | ------ | ------ | --- |
| 3. Liga           | 70    | 19      | 11      | 8       | 0       | 24      | 4       | 19           | 8            | 5            | 6            | 18           | 17           | 38     | 19     | 13     | 6      | 42     | 21     | +21 |
| Coppa di Germania | -     | 3       | 2       | 0       | 1       | 2       | 2       | 0            | 0            | 0            | 0            | 0            | 0            | 3      | 2      | 0      | 1      | 2      | 2      | 0   |
| Totale            | 70    | 22      | 13      | 8       | 1       | 26      | 6       | 19           | 8            | 5            | 6            | 18           | 17           | 41     | 21     | 13     | 7      | 44     | 23     | +21 |

### Andamento in campionato
| Giornata  | 1 | 2  | 3  | 4 | 5 | 6 | 7 | 8 | 9 | 10 | 11 | 12 | 13 | 14 | 15 | 16 | 17 | 18 | 19 | 20 | 21 | 22 | 23 | 24 | 25 | 26 | 27 | 28 | 29 | 30 | 31 | 32 | 33 | 34 | 35 | 36 | 37 | 38 |
| --------- | - | -- | -- | - | - | - | - | - | - | -- | -- | -- | -- | -- | -- | -- | -- | -- | -- | -- | -- | -- | -- | -- | -- | -- | -- | -- | -- | -- | -- | -- | -- | -- | -- | -- | -- | -- |
| Luogo     | C | T  | C  | T | C | T | C | T | C | T  | C  | T  | C  | T  | C  | T  | C  | C  | T  | T  | C  | T  | C  | T  | C  | T  | C  | T  | C  | T  | C  | T  | C  | T  | C  | T  | T  | C  |
| Risultato | N | P  | V  | V | V | P | N | V | V | N  | N  | P  | N  | P  | N  | V  | N  | V  | V  | N  | V  | N  | V  | V  | N  | V  | N  | N  | V  | P  | V  | V  | V  | P  | V  | N  | V  | V  |
| Posizione | 9 | 18 | 11 | 6 | 3 | 5 | 7 | 6 | 3 | 3  | 4  | 5  | 5  | 9  | 8  | 7  | 6  | 6  | 3  | 3  | 3  | 3  | 2  | 2  | 2  | 2  | 2  | 2  | 2  | 2  | 2  | 2  | 2  | 2  | 2  | 2  | 2  | 2  |

Legenda:

Luogo: C = Casa; T = Trasferta. Risultato: V = Vittoria; N = Pareggio; P = Sconfitta.

### Statistiche dei giocatori
| Giocatore      | 3. Liga  | 3. Liga | 3. Liga     | 3. Liga    | Coppa di Germania | Coppa di Germania | Coppa di Germania | Coppa di Germania | Totale   | Totale | Totale      | Totale     |
| Giocatore      | Presenze | Reti    | Ammonizioni | Espulsioni | Presenze          | Reti              | Ammonizioni       | Espulsioni        | Presenze | Reti   | Ammonizioni | Espulsioni |
| -------------- | -------- | ------- | ----------- | ---------- | ----------------- | ----------------- | ----------------- | ----------------- | -------- | ------ | ----------- | ---------- |
| N. Adler       | 33       | 6       | 5           | 0          | 2                 | 0                 | 0                 | 0                 | 35       | 6      | 5           | 0          |
| P. Baranowski  | 2        | 0       | 0           | 1          | 0                 | 0                 | 0                 | 0                 | 2        | 0      | 0           | 1          |
| S. Breitkreuz  | 36       | 5       | 7           | 0          | 3                 | 0                 | 1                 | 0                 | 39       | 5      | 8           | 0          |
| S. Handle      | 24       | 1       | 0           | 0          | 3                 | 0                 | 1                 | 0                 | 27       | 1      | 1           | 0          |
| P. Hauck       | 0        | 0       | 0           | 0          | 0                 | 0                 | 0                 | 0                 | 0        | 0      | 0           | 0          |
| S. Hertner     | 31       | 1       | 3           | 0          | 3                 | 0                 | 0                 | 0                 | 34       | 1      | 3           | 0          |
| R. Jendrusch   | 1        | 0       | 0           | 0          | 0                 | 0                 | 0                 | 0                 | 1        | 0      | 0           | 0          |
| B. Kluft       | 11       | 1       | 1           | 1          | 2                 | 0                 | 0                 | 0                 | 13       | 1      | 1           | 1          |
| B. Krug        | 0        | 0       | 0           | 0          | 1                 | 0                 | 0                 | 0                 | 1        | 0      | 0           | 0          |
| M. Kvesić      | 31       | 4       | 5           | 0          | 2                 | 0                 | 0                 | 0                 | 33       | 4      | 5           | 0          |
| M. Könnecke    | 25       | 1       | 3           | 1          | 2                 | 0                 | 0                 | 0                 | 27       | 1      | 3           | 1          |
| P. Köpke       | 14       | 10      | 3           | 0          | 0                 | 0                 | 0                 | 0                 | 14       | 10     | 3           | 0          |
| N. Miatke      | 0        | 0       | 0           | 0          | 0                 | 0                 | 0                 | 0                 | 0        | 0      | 0           | 0          |
| M. Männel      | 37       | 0       | 2           | 0          | 3                 | 0                 | 0                 | 0                 | 40       | 0      | 2           | 0          |
| T. Nattermann  | 8        | 0       | 0           | 0          | 0                 | 0                 | 0                 | 0                 | 8        | 0      | 0           | 0          |
| J. Riedel      | 25       | 0       | 3           | 0          | 1                 | 0                 | 0                 | 0                 | 26       | 0      | 3           | 0          |
| P. Riese       | 37       | 2       | 6           | 0          | 3                 | 0                 | 1                 | 0                 | 40       | 2      | 7           | 0          |
| C. Rizzuto     | 36       | 0       | 8           | 0          | 3                 | 0                 | 1                 | 0                 | 39       | 0      | 9           | 0          |
| L. Samson      | 33       | 1       | 8           | 0          | 3                 | 0                 | 2                 | 0                 | 36       | 1      | 10          | 0          |
| M. Seidel      | 0        | 0       | 0           | 0          | 0                 | 0                 | 0                 | 0                 | 0        | 0      | 0           | 0          |
| M. Sieber      | 0        | 0       | 0           | 0          | 0                 | 0                 | 0                 | 0                 | 0        | 0      | 0           | 0          |
| S. Skarlatidis | 35       | 4       | 1           | 0          | 3                 | 1                 | 1                 | 0                 | 38       | 5      | 2           | 0          |
| C. Soukou      | 16       | 2       | 1           | 0          | 0                 | 0                 | 0                 | 0                 | 16       | 2      | 1           | 0          |
| A. Sušac       | 32       | 0       | 7           | 0          | 3                 | 0                 | 0                 | 0                 | 35       | 0      | 7           | 0          |
| C. Tiffert     | 31       | 0       | 6           | 0          | 2                 | 0                 | 1                 | 0                 | 33       | 0      | 7           | 0          |
| M. Wegner      | 30       | 4       | 4           | 0          | 2                 | 1                 | 0                 | 0                 | 32       | 5      | 4           | 0          |
| Ö. Yildirim    | 0        | 0       | 0           | 0          | 0                 | 0                 | 0                 | 0                 | 0        | 0      | 0           | 0          |
| H. Yıldız      | 2        | 0       | 0           | 0          | 1                 | 0                 | 0                 | 0                 | 3        | 0      | 0           | 0          |